# Notholca guidoi
Notholca guidoi är en hjuldjursart som beskrevs av Battistoni 1992. Notholca guidoi ingår i släktet Notholca och familjen Brachionidae. Inga underarter finns listade i Catalogue of Life.